# Математична нотація
Математична нотація — це система символів і правил, що використовуються для репрезентації математичних об'єктів, ідей, операцій та відношень. Вона є фундаментальною для математики, природничих наук, техніки та економіки, дозволяючи точно і стисло виражати складні математичні концепції.
Математичні нотації охоплюють широкий спектр елементів: від базових символів, таких як числа (0, 1, 2) та змінні (x, y, z), до розділових символів (наприклад, дужки (, )), символів функцій (наприклад, sin для синуса), операторів (+, −), відношень (<, >), а також концептуальних символів (lim для границі, dy/dx для похідної). До них також належать цілі рівняння та складні графічні позначення, як-от графічне позначення Пенроуза та діаграми Коксетера — Динкіна.

## Вирази
Алгебраїчний вираз — це послідовність математичних символів, яка може бути обчислена. Наприклад, якщо символи представляють числа, вирази обчислюються згідно з усталеною черговістю операцій. Ця черговість передбачає:
1. Обчислення виразів у дужках.
2. Обчислення показників степеня та коренів.
3. Множення та ділення (зліва направо).
4. Додавання та віднімання (зліва направо).

У інформатиці ці правила реалізуються компіляторами. Детальніше про обчислення виразів можна знайти у розділах інформатики, присвячених жадібній оцінці (англ. eager evaluation), лінивим обчисленням та операторам оцінки (англ. evaluation operator).

## Точність та однозначність
Сучасна математика вимагає точності, оскільки неоднозначні позначення перешкоджають побудові формальних доказів. Кожне математичне висловлювання, представлене послідовністю символів, має посилатися на чітко визначені об'єкти (числа, форми, структури, візерунки). Доти, доки твердження (висловлювання або теореми) не будуть доведені, їхнє значення може залишатися невизначеним.
У процесі математичних міркувань символи можуть посилатися на об'єкти в певній моделі. Семантика цих об'єктів має як евристичний, так і дедуктивний аспект. Важливо чітко визначити властивості об'єкта, які потім можуть бути виражені за допомогою загальноприйнятих символів з таблиці математичних символів.
Приклади логічних та теоретико-множинних позначень:
- {\displaystyle \forall x} — для всіх {\displaystyle x} (квантор загальності)
- {\displaystyle \exists x} — існує {\displaystyle x} (квантор існування)
- {\displaystyle \neg \exists x} — не існує {\displaystyle x}
- {\displaystyle \exists !n} — існує єдиний {\displaystyle n}
- {\displaystyle A} — множина {\displaystyle A}
- f — функція f

Приклад математичного твердження з використанням нотації:
Поле {\displaystyle \mathbb {C} } комплексних чисел є скінченним і алгебричним розширенням поля {\displaystyle \mathbb {R} } дійсних чисел.
Важливо зазначити, що в різних математичних контекстах один і той самий символ може мати різне значення. Тому для повного розуміння математичного тексту необхідно завжди перевіряти визначення, надані автором для використовуваних позначень. Це може бути проблемою, якщо автор припускає, що читач вже знайомий з конкретним позначенням.

## Історія

### Підрахунок
Математична нотація для лічби, як вважається, розвинулася щонайменше 50 000 років тому. Ранні математичні концепції, такі як лічба за допомогою пальців, також були представлені за допомогою фізичних об'єктів: колекцій гірських порід, паличок, кісток, глини, каменю, дерев'яних різьблень та вузликів. Метод підрахунку за допомогою палички-зарубки (талі) сягає верхнього палеоліту. Серед найдавніших відомих математичних текстів — стародавні шумерські записи. У кіпу з Анд та кістці Ішанго з Африки використовувався метод підрахунку зарубок для числових понять.
Розвиток нуля як числа є однією з найважливіших подій ранньої математики. Він використовувався як замінник у вавилонян та грецьких єгиптян, а пізніше як повноцінне ціле число у майя, індійців та арабів. (Докладнішу інформацію дивіться у розділі Історія нуля.)

### Аналітична геометрія
Ранні математичні погляди в геометрії не були безпосередньо пов'язані з числовим підрахунком. Розвиток поняття натуральних чисел, їхнього відношення до дробів та ідентифікація неперервних величин тривали тисячоліття і вимагали значного часу для формування відповідних нотацій. Лише з винаходом аналітичної геометрії Рене Декартом геометрія стала більш пристосованою до числової нотації. Це сприяло появі символічних скорочень для математичних понять у публікаціях геометричних доказів. Щобільше, вплив та авторитет геометричних теорем і структур доказів значно вплинули на негеометричні трактати, такі як «Математичні начала натуральної філософії» Ісаака Ньютона.

### Сучасні позначення
XVIII—XIX століття ознаменувалися створенням та стандартизацією більшості математичних нотацій, що використовуються й сьогодні. Значний внесок у це зробив Леонард Ейлер, який запровадив або популяризував багато сучасних позначень, зокрема:
- використання a, b, c для констант та x, y, z для змінних;
- символ e для основи натурального логарифма;
- грецьку літеру Σ (сигма) для суми;
- символ i для уявної одиниці;
- функціональне позначення f(x).

Ейлер також популяризував використання символу π для сталої Архімеда, хоча цю пропозицію раніше висунув Вільям Джонс, а до нього — Вільям Отред.
Багато галузей математики носять відбиток своїх творців у використовуваних позначеннях:
- Нотація диференціального числення пов'язана з Готфрідом Лейбніцем[5];
- числівники нескінченності (наприклад, {\displaystyle \aleph _{0}}) — з Георгом Кантором;
- символ лемніскати {\displaystyle \infty } для нескінченності — з Джоном Валлісом;
- символ тотожності ({\displaystyle \equiv }) — з Карлом Фрідріхом Гауссом.

## Комп'ютеризовані нотації
Математично орієнтовані мови розмітки, такі як TeX, LaTeX та, нещодавно, MathML, є достатньо потужними, щоб виражати широкий спектр математичних нотацій.
Програмне забезпечення для автоматичного доведення теорем природно постачається з власними позначеннями для математики. Проєкт OMDoc прагне забезпечити відкриті стандарти для таких позначень, а мова MMT надає основу для взаємодії між різними системами нотацій.

## Інші системи математичних нотацій
Сучасна арабська математична нотація ґрунтується переважно на арабському письмі та широко використовується в арабському світі, особливо у вищій освіті. (Західна нотація використовує арабські цифри, але арабська нотація також замінює латинські літери та відповідні символи арабським сценарієм.)
Деякі математичні нотації є переважно схематичними і тому майже повністю незалежними від конкретних систем письма. Прикладами є графічне позначення Пенроуза та діаграми Коксетера — Динкіна.
Математичні нотації на основі Брайля, що використовуються незрячими людьми, включають код Немета Брайля та шрифт Брайля GS8.